# Vicente Albero
Vicente Albero Silla. (Valencia, 6 de diciembre de 1944) es un economista y político español.
Licenciado en Ciencias Sociales y Ciencias Económicas por la Universidad Complutense de Madrid. Fue miembro del Frente de Liberación Popular durante la dictadura franquista. Más tarde se integró en el Partido Socialista Obrero Español. Fue diputado al Congreso por la provincia de Valencia en las listas del PSOE en 1989, cargo que mantuvo hasta 1996. Durante su etapa de diputado ostentó los siguientes cargos:
- Vocal Suplente Diputación Permanente desde el 16/04/1991 al 21/07/1992
- Vocal Comisión de Agricultura, Ganadería y Pesca desde el 21/12/1989 al 04/06/1991
- Vocal Comisión de Industria, Obras Públicas y Servicios desde el 21/12/1989 al 06/02/1990
- Vocal Comisión Mixta para las Comunidades Europeas desde el 14/03/1990 al 07/05/1991
- Ponente Ponencia Proy.L. modificación L.Cámaras Agrarias (exp.121/52) desde el 24/04/1991 al 24/04/1991
- Ponente Ponencia s/Tratado Adhesión y Acta Unica (exp. 154/000012) desde el 11/06/1990 al 10/10/1991

Fue secretario de Estado para las Políticas del Agua y el Medio Ambiente en 1991, desde donde favoreció la creación del Consejo Nacional del Agua que debía trabajar en la preparación  del Plan Hidrológico Nacional.
En 1993 fue nombrado ministro de Agricultura, Pesca y Alimentación, cargo que ocupó hasta mayo de 1994 durante la V Legislatura. Vicente Albero es hermano del músico y cantautor Marià Albero. 